# Ritisak Pravan
Ritisak Pravan (ur. 12 marca 1993) – tajski zapaśnik w stylu klasycznym.
Złoty medalista igrzysk Azji Południowo-Wschodniej w 2013 roku. Ósme miejsce na mistrzostwach Azji w 2012 roku. Brązowy medal na mistrzostwach Azji juniorów w 2013 roku.